# Prostaglandin-F sintaza
Prostaglandin-F sintaza (EC 1.1.1.188, prostaglandin-D2 11-reduktaza, reduktaza, 15-hidroksi-11-oksoprostaglandin, PGD2 11-ketoreduktaza, PGF2alfa sintetaza, prostaglandin 11-ketoreduktaza, prostaglandin D2-ketoreduktaza, prostaglandin F sintaza, prostaglandin F sintetaza, sintetaza, prostaglandin F2alfa, PGF sintetaza, NADPH-zavisni prostaglandin D2 11-keto reduktaza, prostaglandin 11-keto reduktaza) je enzim sa sistematskim imenom (5Z,13E)-(15S)-9alfa,11alfa,15-trihidroksiprosta-5,13-dienoat:NADP+ 11-oksidoreduktaza. Ovaj enzim katalizuje sledeću hemijsku reakciju
()-9alfa,11alfa,15-trihidroksiprosta-5,13-dienoat + + {\displaystyle \rightleftharpoons } (5Z,13E)-(15S)-9alfa,15-dihidroksi-11-oksoprosta-5,13-dienoat + +
Redukuje prostaglandin D2 i prostaglandin H2 do prostaglandina F2. Prostaglandin D2 nije intermedijer u redukciji prostaglandina H2. Takođe katalizuje redukciju brojnih karbonilnih jedinjenja, kao što je 9,10-fenantrohinon i 4-nitroacetofenon.

## Literatura
- Nicholas C. Price; Lewis Stevens (1999). Fundamentals of Enzymology: The Cell and Molecular Biology of Catalytic Proteins (Third изд.). USA: Oxford University Press. ISBN 019850229X.
- Eric J. Toone (2006). Advances in Enzymology and Related Areas of Molecular Biology, Protein Evolution (Volume 75 изд.). Wiley-Interscience. ISBN 0471205036.
- Branden C; Tooze J. Introduction to Protein Structure. New York, NY: Garland Publishing. ISBN 0-8153-2305-0.
- Irwin H. Segel. Enzyme Kinetics: Behavior and Analysis of Rapid Equilibrium and Steady-State Enzyme Systems (Book 44 изд.). Wiley Classics Library. ISBN 0471303097.

## Spoljašnje veze
- Prostaglandin-F+synthase на 